# Chorizo de León
Le chorizo de León est un saucisson séché et fumé caractéristique de la province de León, en Espagne, très courante dans la gastronomie de León. En raison de son processus de fabrication spécial, de son fumage et de son affinage et du caractère spécial imprimé par le climat froid de la province, le produit a obtenu le label marca de garantia[Quoi ?] de la Junta de Castilla y León en 2014. Le chorizo est fabriqué dans toute la province, dont à León, Molinaseca, Bembibre, Astorga et Soto de la Vega où se concentre le plus grand nombre de producteurs, ainsi que dans plusieurs municipalités de la moitié nord de la province, où les conditions optimales à son élaboration sont réunies.

## Fabrication
Le chorizo de León est fabriqué uniquement avec du porc blanc frais, en particulier des femelles ou des mâles castrés. La viande de porc utilisée provient des parties nobles de l'animal, telles que le lard, les côtelettes, la palette, le jambon et le fanon. Dans de nombreux abattages de porc effectués dans la province de León, l'un des jambons ou les palettes (les pattes avant du porc) sont mises de côté pour confectionner les chorizos qui acquièrent avec cette viande un goût plus savoureux et plus juteux. Une fois la viande choisie, elle est hachée et on y ajoute des épices : sel, ail pelé et haché, origan et paprika . Le type de paprika, doux ou piquant donne naissance aux deux variétés existantes de chorizo (doux ou piquant). on mélange bien tous les ingrédients et on laisse reposer ce mélange pendant une journée.
Après la journée de repos, la viande est farcie dans de l'intestin de porc, ou parfois dans un boyau artificiel en collagène ou en polyamide par exemple. Les deux extrémités du chorizo sont attachées de manière qu'il ait la forme d'un fer à cheval et il est pendu à une corde à linge pour le séchage à l'air pendant au minimum trente jours. Le climat hivernal de la province de León, avec des températures froides et glaciales, contribue à l'affinage caractéristique des chorizos. Pendant ce temps, les saucisses subissent un processus de fumage avec du bois de chêne ou de chêne vert qui donne le goût fumé caractéristique et intense de ce chorizo.
En fin d'affinage, le chorizo prend une forme de fer à cheval plus étroit que lorsqu'il est pendu frais. Il se consomme en tranches à manger directement ou en cubes pour accompagner les plats. C'est aussi un ingrédient courant du ragoût traditionnel léonais, pour lequel on utilise des chorozos mi-secs.